# Неофициальная литература СССР
Неофициальная литература (или вторая культура, альтернативная литература, нонконформистская литература, подпольная литература, неподцензурная литература, советская контркультура, андерграунд) — под этим названием объединяют представителей различных литературных течений в СССР 1950—1980-х годов (а иногда и раньше, как в случае «лианозовской школы»), которые по соображениям политической и идеологической цензуры были вытеснены официальными властями из публичного литературного процесса или изначально выбирали стратегию дистанцирования от советской культуры. 
Подпольное, неподконтрольное советским властям «андеграундное» существование неофициальной литературы в Советском Союзе было тесно связано с самиздатскими литературными альманахами, многочисленными конференциями, семинарами, подпольными и неофициальными литературными журналами Ленинграда, московским андеграундом (в том числе, московскими концептуалистами или группой «Московское время»), «харьковской школой, неофициальной литературой в других городах, например, в Свердловске или Ейске.

## Предыстория
Политическая цензура после Октября 1917 и национализация всех полиграфических предприятий с первых дней существования советской власти  обеспечивали ограничение на свободное развитие и существование литературы. Политическая и идеологическая цензура периода Гражданской войны скоро распространилась на художественную литературу. Постановление ЦК ВКП(б) от 23 апреля 1932 года «О перестройке литературно-художественных организаций» и прошедший в 1934 году Первый Всесоюзный съезд советских писателей окончательно утвердили новый литературно-художественный канон, названный «социалистическим реализмом» в качестве единственно возможного и разрешенного творческого метода. Этот канон в равной мере определял как идеологическое содержание произведения, так и его формально-стилевые признаки. Все не вписывающиеся в него оказывались вне официального литературного процесса. Писатели подвергались репрессиям, их произведения не печатались, имена не упоминались, иначе как лишь в фельетонах или разгромных статьях, официальные советские критики их не замечали.

## Самиздат как стратегия
Поэтому некоторые писатели отказались от попыток войти в советскую литературу и распространяли свои произведения в рукописях или перепечатанными на пишущей машинке (что позднее получило наименование «самиздата»), или устно, во время чтений в рамках узких дружеских кругов, подчас не имевших пересечения между собой.
Порой к помощи «самиздата» прибегали и признанные или молодые советские писатели, сталкивающиеся с цензурой, но для них это было эпизодической деятельностью, как у известных советских писателей перед эмиграцией или из-за публикаций произведений за границей, а первыми представителями «неофициальной литературы», которая объединяла различные подпольные практики и принципиальное дистанцирование от «советской литературы», как в её официозном изводе, так и относительно либеральном, принято считать поэтов «лианозовской школы» в Москве и ряд андеграундных поэтов в Ленинграде (таких как Роальд Мандельштам, Александр Морев, Рид Грачев). Эти поэты часто существовали в одном или близких дружеских кругах с неофициальными художниками, которые становились первыми читателями андеграундной литературы.

## «Оттепель»
В период хрущёвской оттепели нонконформистская литература приблизилась к кругам молодых писателей, возникших вокруг многочисленных литературных объединений, не отвергавших возможности официальной социализации и ставящие целью вхождения в советскую литературу, в отличие от более радикальных практик предыдущего и последующего поколения андеграундных литераторов, но общая тенденция свободы печати принципиально изменила социальные и литературные стратегии бывших писателей-нонконформистов.
Принципиальным событием неофициальной культуры стал выпуск в конце 1959 — начале 1960 года трех номеров поэтического альманаха «Синтаксис». Его составитель Александр Гинзбург не ставил своей целью официальное издание номеров альманаха — он стремился лишь манифестировать факт существования принципиально иной поэзии, но за эту попытку поплатился арестом и лагерным сроком. Окончательное сворачивание оттепельных «свобод» привело к ощущению вновь опустившегося шлагбаума цензуры и невозможности или непродуктивности тех или иных компромиссов с советской властью, что стало причиной появления ряда самиздатских литературных журналов, прежде всего, в Ленинграде, где запреты были более суровыми, а надежд на профессиональную социализацию почти не оставалось. Одним из важных стимулов для новых инициатив в неофициальной литературной среде стала Бульдозерная выставка 1974 года, разогнанная милицией в Москве, а также выставки в ДК им. Газа и ДК «Невский» в Ленинграде в 1974—1975 годах. Это явление иногда называют вторым русским авангардом (или второй волной русского авангарда: считается, что понятие введено в оборот Михаилом Гробманом).

## Репрессии
Репрессии против неофициальных литераторов продолжались, но уже не носили такого системного характера как   в 30-е и 40-е годы, преследования стали выборочными. Тогда же возникли такие формы социализации как работа кочегарами котельной, лифтерами и сторожами. Это было сознательной и демонстративной  формой дистанцирования не только от советской власти, но и от официальной культуры.
Уникальной особенностью «второй культуры» на протяжении нескольких десятилетий было безгонорарное существование, то есть творчество вне какого-либо денежного вознаграждения. Политически неофициальная литература развивалась параллельно с зародившимся в конце 1960-х диссидентским движением, но отдавала предпочтение не политическим, а художественным формам протеста.

## Формы репрезентации
Формы бытования и репрезентации неофициальной литературы были разнообразными и зависели от региональной специфики. В Ленинграде, где цензура была более суровой, чем в Москве, всего несколько писателей андеграунда могли избежать традиционных для «второй культуры» работ социального дна. Так,  С. Довлатов работал в малотиражных изданиях и литературным секретарем Веры Пановой (это было еще вполне вегетарианское время 1960-х), В.  Кривулин долгие годы работал редактором в медицинском издательстве, а также подрабатывал репетиторством. В основном, писатели ленинградского андеграунда служили кочергами и сторожами. Отчасти поэтому в Ленинграде процветали почти все технически возможные и традиционные формы бытования «неофициальной литературы»: семинары (в том числе наиболее знаменитые Религиозно-философский семинар Т. Горичевой и Семинар по общей теории систем С. Маслова ), конференции (например, «Конференция независимого культурного движения»), литературные премии (премия Андрея Белого), но прежде всего, многочисленные самиздатские альманахи и журналы. 
Среди самых первых альманахов были «Голубой бутон» , «Свежие голоса», «Ересь», «Оптима», «Призма» , «Звенья», «Fioretti», «Сумма».  Особая роль была у альманаха «Лепта», который был передан издательству «Советский писатель» для публикации. А после того, как «Советский писатель» отверг «Лепту», стали выходить наиболее знаменитые самиздатские журналы  «37»,  «Часы», через пару лет «Северная почта», «Обводный канал», «Митин журнал».  
В Москве, где для неофициальных писателей были большие возможности для социализации, некоторые авторы подвизались в качестве рецензентов, секретарей официальных писателей, переводчиков (как  А. Сопровский), порой выпускали книги, не слишком контрастные по отношению к традиции, например, детские (как Генрих Сапгир), или вписывающиеся в контекст официальной литературы (как у Н. Климонтовича). Также работали в смежной области — книжными иллюстраторами (как В. Сорокин), скульпторами (как Д. А. Пригов), библиотекарями (Лев  Рубинштейн). Поэтому такие формы существования неофициальной литературы как самиздатские журналы не были столь распространены как в Ленинграде или Ейске, где цензура была более суровой, и в том же Ейске выходил многолетний журнал неоавангарда «Транспонанс» (С. Сигей, Ры Никонова).
В Москве тоже выходили самиздатские журналы, но их из-за политической окраски закрывали быстрее. Это были такие журналы как «Вече» (Владимир Осипов), Поиски (В. Абрамкин, В. Сокирко, Г. Павловский), Евреи в СССР  (где также постоянно публиковалась литературная критика). Наиболее укорененным в неофициальную литературу был журнал «Московское время» (А. Сопровский, С. Гандлевский, А. Цветков, Б. Кенжеев, Т. Полетаева, А. Казинцев (впоследствие ставший зам. главного журнала «Наш современник»). 
Представительным собранием текстов «неофициальной поэзии» (прежде всего, ленинградской) стала «Антология новейшей русской поэзии у Голубой Лагуны» К.К. Кузьминского и Г. Ковалева, издававшаяся зарубежом из переправляемых из Ленинграда текстов. 
Внимание и рестрикции со стороны КГБ продолжали носить избирательный характер. За публикации в тамиздате следовали аресты, выдавливание за границу или вынужденная эмиграция от безысходности. Внимательно отлеживалась и деятельность по изданию самиздатских журналов, если такой журнал как «Часы» просуществовал до начала перестройки, то самиздатские журналы 37» и «Северная почта» (как и издание А. Сопровского «Московское время») были разгромлены в начале 1980-х и заменены созданным при посредстве и контроле властей «Клубом-81», который олицетворял усталость  определённых кругов андеграунда от самиздатского и полуподпольного существования.

## Перестройка
Перестройка и снятие цензурных запретов сделали существование неофициальной литературы необязательной и во многом ненужной. Хотя для некоторых представителей андеграунда прежние условия самиздатского замкнутого существования не утратили своей привлекательности, но общая тенденция свободы печати принципиально изменила социальные и литературные стратегии бывших писателей-нонконформистов.
Определённые попытки замедлить процесс неизбежного распада неофициальной литературы (и одновременно ее репрезентации для широкого читателя) предприняли такие издания, выросшие из традиций «второй культуры», как «Вестник новой литературы» или «Лабиринт/Эксцентр» (или московские Клуб авангардистов (КЛАВА) и  клуб «Поэзия»), но очень скоро имена многих неофициальных поэтов и писателей вошли в список крупнейших литераторов своего времени, определивших облик русской литературы 60-80-х годов.